# Trachycera hollandella
Trachycera hollandella är en fjärilsart som beskrevs av Émile Louis Ragonot 1893. Trachycera hollandella ingår i släktet Trachycera och familjen mott. Inga underarter finns listade i Catalogue of Life.